# Riccia watsonii
Riccia watsonii là một loài rêu trong họ Ricciaceae. Loài này được Austin mô tả khoa học đầu tiên năm 1875.
Danh pháp khoa học của loài này chưa được làm sáng tỏ. 